# 144096 Wiesendangen
144096 Wiesendangen este un asteroid din centura principală, descoperit pe 23 ianuarie 2004, de Markus Griesser.